# أوس بن حجر
أَوْس بن حَجَر بن مالك الأُسَيِّدي التميمي (95- 2 ق.هـ/ 530- 620 م) شاعر مُضَر أبو شريح. وهو من أُسَيِّد بن عمرو بن تميم رهط أكثَم بن صَيفي حكيم العرب، من كبار شعراء تميم في الجاهلية، كان أَوْسٌ زوجَ أم زهير بن أبي سُلمى. كان كثيرَ الأسفار، وأكثر إقامته عند عمرو بن هند في الحِيرة. عُمِّر طويلًا (زهاء 90 عاما). عدَّه ابن سلَّام في الطبقة الثانية من شعراء الجاهلية. وذكر الأصفهاني في الأغاني أنه: «من الطبقة الثالثة، وقرنه بالحطيئة نابغة بني جعدة».
في شعره حكمة ورقة، وكانت تميم تقدِّمه على سائر الشعراء العرب. قال أبو الفرج الأصفهاني: «كان أوس بن حجر فحل الشعراء؛ فلما نشأ النابغة طأطأ منه». وكان غزلًا مُغرمًا بالنساء. وهو القائل:

## اسمه ونسبه
هو أَوْس بن حَجَر بن مالك بن حزن بن عَمْرو بن خلف بن نُمَير بن أُسَيد بن عمرو بن تميم بن مر الأُسَيِّدي العَمْري التميمي، ويُكَنَّى بأبي شُرَيح.